# Efferia stigmosa
Efferia stigmosa är en tvåvingeart som först beskrevs av Carrera och Andretta 1950.  Efferia stigmosa ingår i släktet Efferia och familjen rovflugor. Inga underarter finns listade i Catalogue of Life.